# Louis-Michel Aury
Pour les articles homonymes, voir Aury.
Louis-Michel Aury, né à Paris le 21 juillet 1786 et mort dans l'archipel de San Andrés, Providencia et Santa Catalina en Colombie le 30 août 1821, est un négrier et corsaire français, ayant œuvré à l'indépendance de plusieurs pays d'Amérique latine, dont le Mexique et les républiques d'Amérique centrale.

## Biographie

### Marine impériale, corsaire et trafic négrier
Issu d'une famille de la classe moyenne, il sert dans la marine française de la Révolution et de l'Empereur Napoléon Bonaparte et sur divers navires corsaires français, de 1802 à 1810. L'accumulation de ses butins lui permet de devenir maître de ses propres navires.
En mai 1809, il quitte la Guadeloupe, deux semaines avant qu'elle ne tombe aux mains des Britanniques, et transporte 208 esclaves, sur le William jusqu'à Barataria, en Louisiane près de La Nouvelle-Orléans, tenue par le flibustier français Jean Lafitte. Trois hommes l'aident à repartir avec 108 esclaves et Jean Jannet, un ami de Jean Lafitte pour les revendre à Eugène Fortier, du Bayou Lafourche pour 17 000 dollars, mais il se fait arrêter un peu plus loin par la marine américaine qui lui confisque son navire.

### Trafic négrier et corsaire pour le Venezuela et commodore dans la marine de la Nouvelle-Grenade (aujourd'hui Colombie)
On le retrouve en 1813 en Caroline du Nord, centre d’affaires dynamique qui attire nombre de jeunes immigrants pressés de faire fortune. Il a alors 25 ans et pendant quelques années, ses aventures plus ou moins légales, comme le trafic d'esclaves, lui permettent d’accumuler assez d’argent pour acheter son propre bateau et se lancer à son compte avec des lettres de marque vénézuéliennes pour attaquer les navires espagnols. Il est ensuite commissionné comme commodore dans la marine de la Nouvelle-Grenade (aujourd'hui la Colombie), et à des frais personnels considérables, en décembre 1815 à diriger le blocus espagnol et à évacuer des centaines de personnes dans ses navires de la ville forteresse assiégée de Carthagène des Indes (Colombie) à Haïti. En Haïti, Aury s'oppose à Simón Bolívar, qui souhaite devenir le commandement unique des forces révolutionnaires, après l'avoir dans un premier temps aidé à constituer une force militaire contre l'Empire espagnol.

### Libération de la Floride, négrier
En 1815, il se met au service d'un groupe d'associés de La Nouvelle-Orléans qui projettent une attaque des rebelles mexicains sur la côte du Texas et contre les ports royalistes, dans le cadre de la révolte mexicaine contre l'Espagne. Il installe alors sa base sur l'île de Galveston où il sera chassé en 1817 par le pirate et trafiquant d'esclaves français Jean Lafitte. Il abandonne alors le Texas, pour collaborer avec Gregor MacGregor, aventurier écossais dans la campagne de libération de la Floride, alors espagnole, et progressivement reprise par les Américains à partir de 1810. Il s'installe ainsi comme négrier à Amelia Island, à la frontière de la  Floride espagnole. Le « scandale de l'île d'Amélia » est à l'origine d'une loi votée à l'initiative du président américain James Monroe, en 1818, peu après son arrivée à Amélia, qui offre une récompense aux esclaves ou aux associés de négriers donnant des informations permettant de faire saisir des navires. La vente issue de la saisie est partagée en deux, la moitié pour l'informateur et l'autre pour l'État.

### Projet de conquête du Panama pour la France
Avec les commerçants de Kingston, Benoît Chassériau et Jean-Baptiste Pavageau et l’armateur corsaire Jean-Baptiste de Novion, Aury imaginent en 1820 de conquérir le Panama alors encore une possession de l’Espagne. Ce projet vise à donner à la France le moyen de renforcer et sécuriser son commerce dans cette région du monde. Consulté officieusement, le ministre de la Marine et des Colonies, Pierre-Barthélémy Portal d'Albarèdes, décline leur offre audacieuse .

### Tentatives de libération de l'Amérique centrale
à suivre...

### Corsaire pour l'Argentine et mort
Devenu ensuite corsaire sous patente argentine, il hisse le drapeau bleu et blanc de Buenos Aires dans l’île de Providence (aujourd’hui colombienne) et sur les nombreux navires de son armada durant trois ans, faisant face au régime espagnol des Bourbons, avant de mourir en 1821 à l'âge de 35 ans dans l'archipel de San Andrés, Providencia et Santa Catalina en Colombie.